# Dorfkirche Alt Gaarz

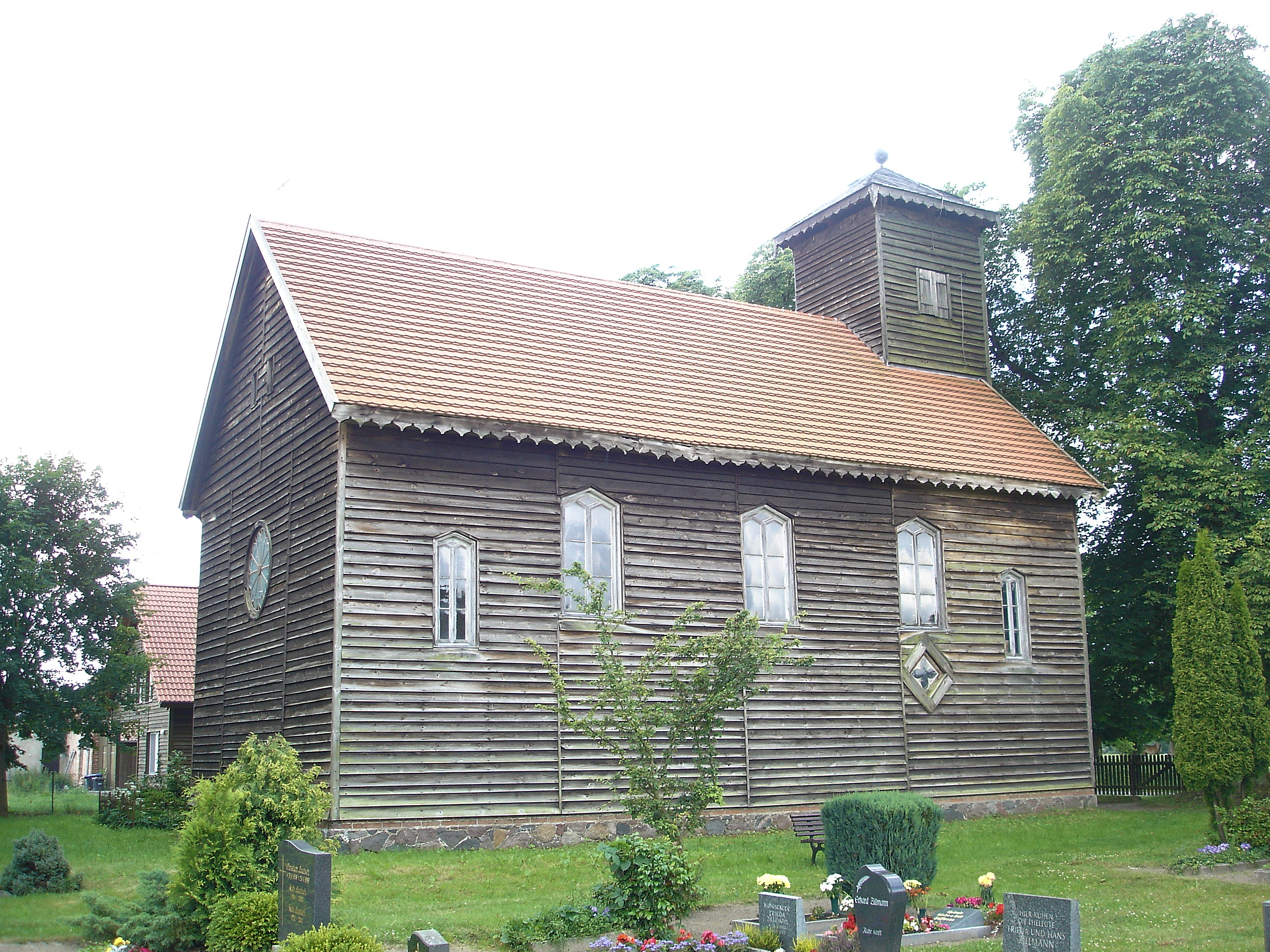
Dorfkirche Alt Gaarz

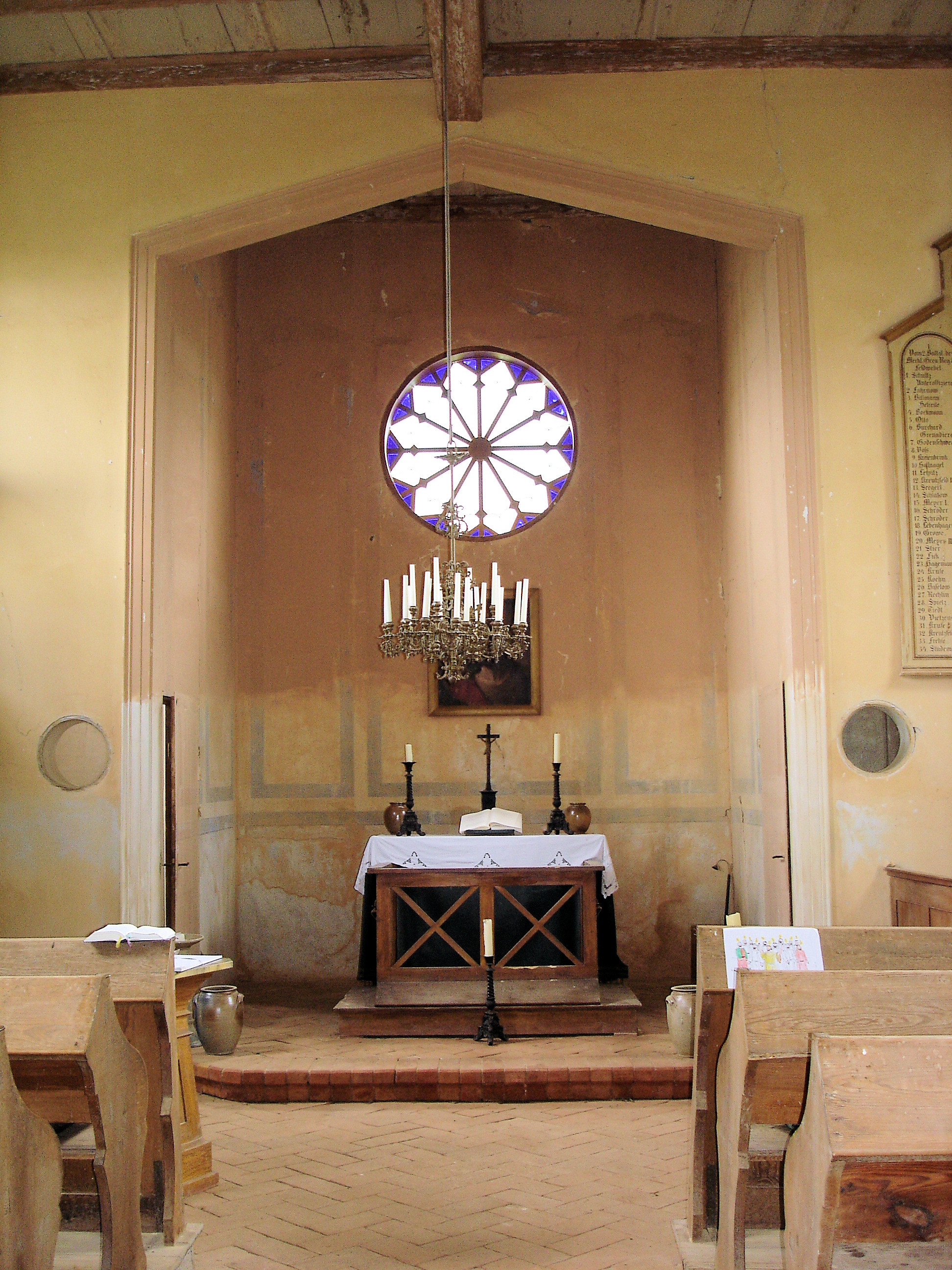
Chor mit Altar

Die Dorfkirche Alt Gaarz ist eine Kirche der Evangelisch-lutherischen Kirchgemeinde Schwarz und der Gemeinde Lärz im Landkreis Mecklenburgische Seenplatte.

## Geschichte
Das zwischen 1230 und 1235 gegründete Alt-Gaarz wird als alter Kirchenort des Gebietes südlich der Müritz angesehen. Gaarz wurde am 15. August 1298 erstmals urkundlich erwähnt, als Fürst Nicolaus von Werle das Eigentum das Dorfer Gaarz der Johanniter-Comthurei Mirow verleiht.
Die erste Kirche war eine Fachwerkkirche mit Holzturm, Chor, Kanzelaltar und hatte zwei Glocken. Sie ist wahrscheinlich 1809 durch einen Brand zerstört worden. Der mit einer für Mecklenburg seltenen Holzstulpverschalung verkleidete Fachwerkbau wurde von 1854 bis 1855 vom Hofbaumeister Friedrich Wilhelm Buttel errichtet. Die Alt Gaarzer Kirche ist eine von nur zwei durch Friedrich Wilhelm Buttel in Mecklenburg errichteten Fachwerkkirchen. Die zweite befindet sich in Dabelow zwischen Neustrelitz und Fürstenberg.

## Baubeschreibung
Die Kirche hat einen rechteckigen Grundriss mit einem 1/3 vorgebauten Turm, einen eingezogenen rechteckigen Chor und ein Satteldach mit Biberschwanzdachziegeln. Das Rosettenfenster im Chor wurde 2008 nach originalen Vorlagen gefertigt, an den Seiten befinden sich zwei Fenster mit spitzem Abschluss. Im Chor sind mit blau bemalten Balken Teile der ursprünglichen Innenbemalung zu erkennen. Das Kirchenschiff ist mit einer flachen Holzbalkendecke versehen. Der Turm ist quadratisch. Er wird durch einen Pyramidenhelm mit Kugel und Kreuz abgeschlossen.
Die Kirche hat keinen Stromanschluss.

## Inneres
Die Einrichtung der Kirche stammt aus der Zeit des Kirchenbaus. Dazu gehören der Altar, das Altarbild, die Kanzel, der Taufständer, die Bänke und die Empore. Die Taufschale, der Kronleuchter und die Altarkerzenständer sind später zu datieren.
An der Südwand neben dem Altar hängt eine Gedenktafel für die gefallenen Mecklenburg-Strelitzer im Krieg 1870/71. Die Gedenktafel an der Nordwand erinnert an ein hier geschehenes Unglück. Namentlich werden zwölf sehr junge Menschen aufgeführt, die am 5. April 1885 im Gaarzer Thüren-See bei einer Bootsfahrt ertrunken sind.

### Glocke
Die Glocke wurde 1854 von der Gießerei Schünemann in Demmin gegossen und trägt die Aufschrift: Aufwärts der Sinn, zum Ewigen hin, ich heiße Luise mich schenkte Georg.

### Kleinkunstwerke
Die Abendmahlskelche sind von unterschiedlicher Herkunft und Datum. Der Kelch von 1855 hat neben dem Datum einen Stierkopf für Neustrelitz und den Nachnamen des Meisters Adolf Friedrich August von Behmen eingestempelt. Der zweite wohl Ende des 18. Jahrhunderts gefertigte Kelch trägt die Inschrift Hr. F. L. Jacobi, Pastor – C. Wegner, Vorsteher. Jacobi war von 1781 bis 1790 Pastor. In einem Oval ist ein Engel für Röbel und CK für den Meister Joachim Christian Hensky eingestempelt. Hensky war seit 1763 Meister und fertigte auch die zum Kelch gehörende Patene.

### Orgel

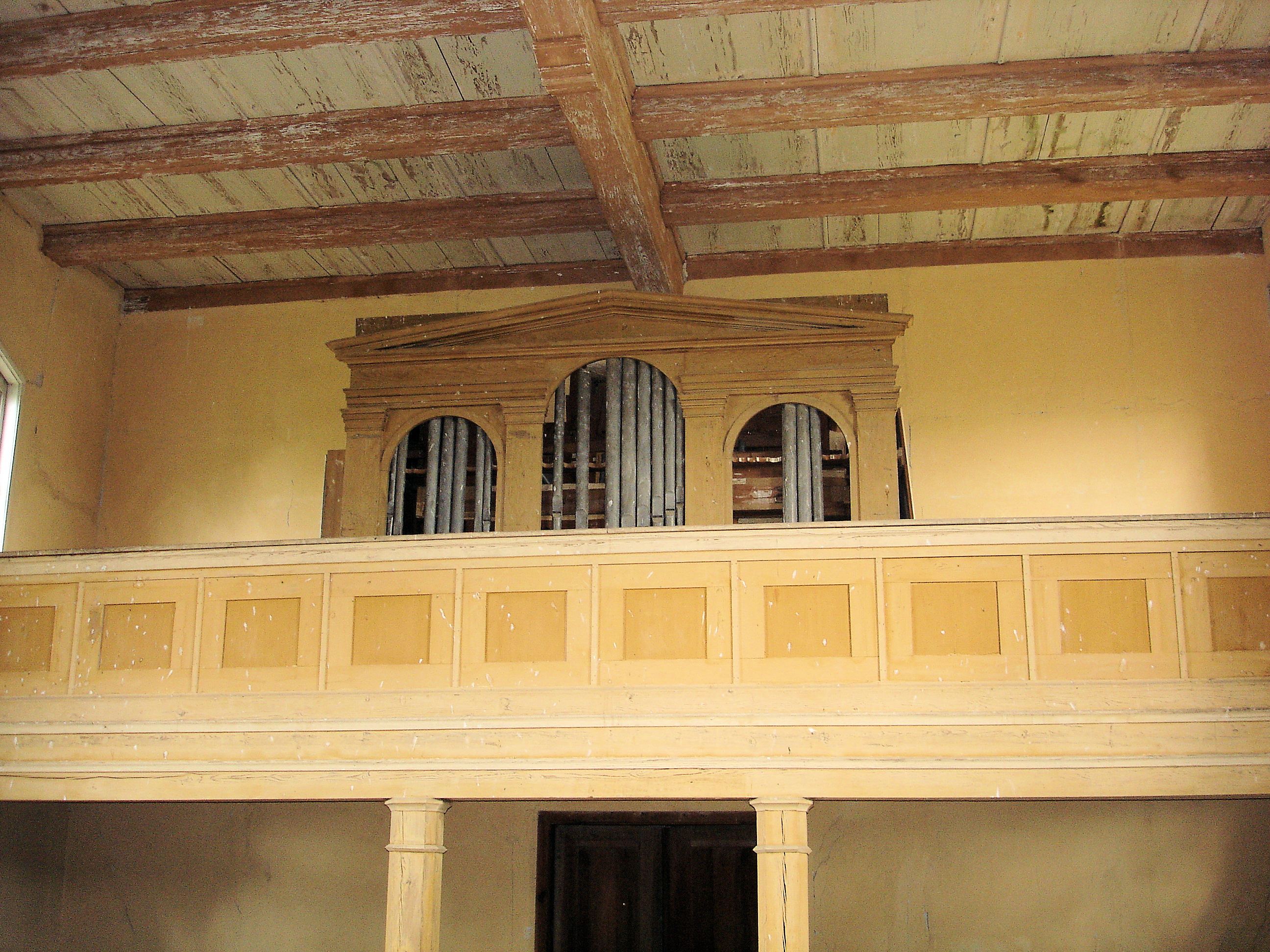
Orgel

Bemerkenswert für eine kleine Dorfkirche war die Orgel auf der Westempore. Sie wurde 1823 von dem Orgelbaumeister Carl August Buchholz zusammen mit seinem Vater Johann Simon Buchholz für die Bethlehemskirche in Böhmisch-Rixdorf bei Berlin erbaut. Von hier kam sie 1895 für einen Kaufpreis von 250 Mark nach Alt Gaarz. In den Urkunden wird berichtet: ... kaufte sie eine Dorfgemeinde aus Mecklenburg für ein Spottgeld. Da die Gehäusehöhe der Orgel, vermutlich durch die Platzverhältnisse am ursprünglichen Aufstellungsort bedingt, sehr niedrig ist, wurden die großen Pfeifen liegend eingebaut. Die Orgel hat neun Stimmen im Manual und vier transmittierte Stimmen im Pedal. Seit dem Zweiten Weltkrieg konnte sie wegen starker Beschädigungen nicht mehr gespielt werden. 2018 wurde sie an die Kirchengemeinde Wotenick/Nossendorf verkauft und in der Nossendorfer Kirche in restaurierter Form aufgebaut. Dort wurde sie am 18. August 2019 wieder eingeweiht. Die Disposition ist wie folgt:
| Manual C–f3 |                |       |
| 1.          | Bordun         | 16′   |
| 2.          | Principal      | 8′    |
| 3.          | Viola di Gamba | 8′    |
| 4.          | Gedact         | 8′    |
| 5.          | Principal      | 4′    |
| 6.          | Flöte          | 4′    |
| 7.          | Nasard         | 2 ⁄3′ |
| 8.          | Octave         | 2′    |
| 9.          | Mixtur I-III   |       |

| Pedal C–c1 |                   |     |
|            | Subbass (=Nr.1)   | 16′ |
| '          | Violon (=Nr.3)    | 8′  |
|            | Bassflöte (=Nr.4) | 8′  |
|            | Octave (=Nr.5)    | 4′  |

## Kirchgemeinde
Bis 1934 war Alt Gaarz eine selbständige Kirchgemeinde mit eigener Pfarre. Die Gemeinde gehört heute zur Propstei Neustrelitz der Evangelisch-Lutherischen Kirche in Norddeutschland (Nordkirche). Gottesdienste finden zu den hohen kirchlichen Feiertagen und zu besonderen Anlässen statt. Für Besucher ist die Kirche tagsüber geöffnet.